# Les Frères corses (film, 1961)
Pour les articles homonymes, voir Les Frères corses (homonymie).
Pour plus de détails, voir Fiche technique et Distribution.
Les Frères corses (titre original : I fratelli corsi) est un film franco-italien réalisé par Anton Giulio Majano et sorti en 1961.

## Synopsis
Les jumeaux Franchi, lors de leur baptême, ont été séparés au moment de l’assassinat de leur famille par ses ennemis, les Sagona. Tandis qu’un frère a pris le maquis dans un but vengeur, l’autre, ignorant tout du drame familial, est devenu médecin et a noué une amitié avec un descendant des Sagona. Mais les liens du sang et leur amour pour la même femme vont les réunir.

## Fiche technique
- Titre : Les Frères corses
- Titre original : I fratelli corsi
- Réalisation : Anton Giulio Majano
- Scénario : Diego Fabbri, Roberto Gianviti, Fulvio Palmieri d’après le roman homonyme d’Alexandre Dumas (1845)
- Musique : Angelo Francesco Lavagnino
- Photographie : Bitto Albertini
- Son : Luigi Puri
- Montage : Georges Arnstam, Adriana Novelli
- Décors : Ivo Battelli, Fulvio Barsotti
- Costumes : Maria Baroni
- Pays d’origine :  France,  Italie
- Langue de tournage : italien
- Producteurs : Leo Cevenini, Georges Cheyko, Vittorio Martino
- Sociétés de production : Flora Film (Italie), Variety Film Production (Italie), Méditerranée Cinéma (France)
- Société de distribution : Variety Film Production
- Format : couleur par Eastmancolor — 35 mm — 2.35:1 Dyaliscope — son monophonique
- Genre : film d'aventures
- Durée : 100 minutes
- Dates de sortie : 
  - Italie : 22 décembre 1961
  - France : 8 juin 1962

## Distribution
- Geoffrey Horne (VF : Jean-François Poron) : Paolo Franchi / Leone Franchi
- Valérie Lagrange (VF : elle-même) : Édith
- Gérard Barray (VF : lui-même) : Giovanni Sagona
- Mario Feliciani (VF : Roger Treville) : le docteur Dupont
- Emma Danieli : Gabrielle De Roux
- Jean Servais (VF : lui-même) : Gerolamo Sagona
- Amedeo Nazzari (VF : Jean Davy) : Orlandi
- Luigi Vannucchi : Luigi Sagona
- Nerio Bernardi (VF : Jacques Berlioz) : le professeur Perrier
- Raoul Grassilli (VF : Jacques Dacqmine) : Raul Sagona
- Laura Solari (VF : Sylvie Deniau) : Luisa Dupont
- Lia Zoppelli (VF : Denise Grey) : Tante Mary
- Calisto Calisti (VF : Henri Djanik) : Vasco
- Germano Longo (VF : Gabriel Cattand) : Claudio Franchi
- Jean-Claude Michel : narrateur (VF)
- Franco Graziosi: Domenico

## Autour du film
- Valérie Lagrange[1] : « Je n’avais pas gagné beaucoup avec Othello[2], et les problèmes matériels ont recommencé à mon retour[3]. On me proposa alors Les Frères Corses, un film en costumes d’après le roman d’Alexandre Dumas, une production franco-italienne. Pas vraiment un navet, mais très loin d’être un chef-d’œuvre. J’ai dû accepter. »